# 瑪蒂卡
瑪蒂卡（英語：Martika，1969年5月18日—），本名瑪爾塔·馬雷羅（Marta Marrero），出生於加利福尼亞州惠蒂爾，是一名古巴裔美國女歌手兼演員。她因參演1980年代美國兒童電視節目Kids Incorporated而聞名，之後在80年代末和90年代初發行了兩張國際上成功的專輯，全球銷量超過400萬張。

## 早年生活
瑪蒂卡出生於加州惠蒂爾，父母是加那利群島的古巴人。

## 職業生涯

### 早期事業
在1980年代，瑪蒂卡因參演美國兒童電視節目《Kids Incorporated》而聞名。

### 嶄露頭角
瑪蒂卡的首張同名專輯《Martika》於1988年10月份發行，雖然專輯在Billboard 200榜上最高只有第15名，但其中一首描寫青少年與喀藥吸毒關係的單曲〈Toy Soldiers〉（玩具兵）在1989年7月22日拿下Billboard Hot 100單曲榜兩週冠軍，它是瑪蒂卡唯一一首美國冠軍單曲，也讓瑪蒂卡迅速成名。唯可惜的是，瑪蒂卡的演藝事業卻像是曇花一現，1991年瑪蒂卡發行第二張個人專輯《Martika's Kitchen》，專輯獲得第9名，同名單曲〈Martika's Kitchen〉在單曲榜得到第2名，另一首單曲〈Love... Thy Will Be Done〉也得到第10名，但瑪蒂卡的聲勢卻逐漸往下走，自此她也沒再發下一張個人專輯了。
1991至1992年，因倦怠與名氣的負擔，她退出音樂界，最終淡出公眾視野。
1997年，發行了精選專輯《The Best of Martika: More Than You Know》。

## 事業上對手

### 黛比·吉布森（Debbie Gibson）
黛比·吉布森本名黛勃拉·吉布森（Deborah Gibson），出生於1970年8月31日，僅比瑪蒂卡小一歲。黛比·吉布森是一名全才型的藝人，樂器演奏、詞曲創作和專輯製作均難不倒她，16歲就推出全由自己創作的個人專輯。黛比·吉布森在1989年再接再厲推出第二張個人專輯《電子青年》（Electric Youth），締造個人最輝煌的成績。唯可惜1990年黛比·吉布森欲以第三張專輯《沒有不可能的事》（Anything Is Possible）轉型時遭遇到失敗，她的名字逐漸從排行榜上消失，由此可見美國樂壇是如此的瞬息萬變。離開主流市場的黛比·吉布森仍繼續唱片事業，近期偶爾也可見到她在媒體上露臉。

### 提芬妮（Tiffany）
提芬妮拿下個人第一首冠軍單曲時年僅16歲1個月，創下告示牌史上最年輕的冠軍單曲歌手紀錄（1987年11月7日，〈I Think We're Alone Now〉2週冠軍）。而提芬妮首張專輯在1988年1月23日獲得告示牌冠軍位置。提芬妮以獨特嗓音、多元化曲風和鄰家女孩般感覺成為個人獨特的魅力，瑪蒂卡則是以青春洋溢動感歌曲見長，兩人的特色賣點有明顯不同，也各自擁有屬於自己的粉絲歌迷。

## 個人生活
截至2016年，瑪蒂卡與她的音樂家丈夫住在俄亥俄州代頓，專注於婚姻生活。